# Franska Polynesien
Franska Polynesien (franska: Polynésie française; tahitiska: Pōrīnetia Farāni), fram till 22 juli 1957 Franska Oceanien, är ett franskt utomeuropeiskt förvaltningsområde; collectivité d'outre-mer de la République française (COM), ibland inofficiellt kallat ett utomeuropeiskt land; pays d'outre-mer (POM), beläget i Polynesien i Oceanien. Det består av 118 öar och atoller utspridda över ett område med mer än 2 000 kilometers omkrets i södra Stilla havet, men dessa totala landareal är bara 4 167 kvadratkilometer.
Franska Polynesien är indelat i fem ögrupper: Sällskapsöarna som består av Îles du Vent och Îles Sous-le-vent, Tuamotuöarna, Gambieröarna, Marquesasöarna och Australöarna. Av dess 118 öar och atoller är 67 bebodda. Den mest kända ön, Tahiti, är belägen inom Sällskapsöarna. Tahiti är den folkrikaste ön och platsen för huvudstaden Papeete. Till 2007 administrerades även Clippertonön från Franska Polynesien.
Efter den stora polynesiska migrationen besökte europeiska upptäcktsresande öarna i Franska Polynesien vid flera tillfällen. År 1842 tog fransmännen över öarna och ett franskt protektorat, Etablissements des français en Océanie (EFO) (Franska besittningarna i Oceanien), etablerades. År 1946 blev det ett utomeuropeiskt territorium under Fjärde franska republikens konstitution, och polynesier beviljades rösträtt genom medborgarskap. År 1957 omdöptes det till Franska Polynesien. Sedan 28 mars 2003 har Franska Polynesien varit ett utomeuropeiskt förvaltningsområde under Republiken Frankrikes konstitutionella översyn genom L'article 74, och fick senare, med skapandet av La loi nº2004-192 den 27 februari 2004, en administrativ självständighet; två symboliska manifestationer av detta är titeln på Franska Polynesiens president och dess tilläggsbeteckning som ett utomeuropeiskt land.

## Historia

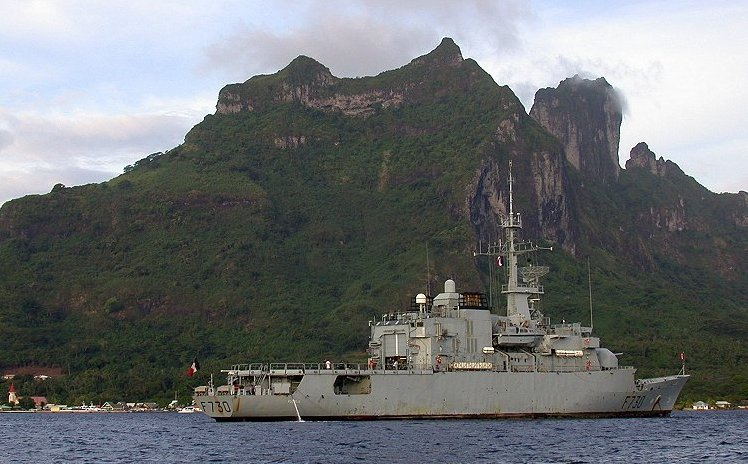
Den franska fregatten Floréal, stationerad i Bora Bora-lagunen.

Ögrupperna som utgör Franska Polynesien var inte officiellt enade förrän inrättandet av det franska protektoratet 1889. De första av dessa öar som bosattes och reglerades av inhemska polynesier var Marquesasöarna på 300-talet och Sällskapsöarna på 800-talet. Polynesier organiserades i lösa hövdingstammar.
Europeisk närvaro inleddes 1521 när den portugisiska upptäcktsresanden Ferdinand Magellan under den första världsomseglingen siktade Puka-Puka i Tuamotuöarna. Holländaren Jakob Roggeveen upptäckte Bora Bora i Sällskapsöarna 1722 och den brittiske upptäcktsresanden Samuel Wallis besökte Tahiti 1767. Den franska upptäcktsresanden Louis Antoine de Bougainville besökte Tahiti 1768, medan den brittiske upptäcktsresanden James Cook kom dit 1769. Kristna missioner började med spanska präster som stannade på Tahiti i ett år från 1774. Protestanter från London Missionary Society bosatte sig permanent i Polynesien 1797.
Kung Pōmare II av Tahiti tvingades fly till Moorea 1803. Han och hans undersåtar konverterade till protestantismen 1812. Franska katolska missionärer anlände till Tahiti 1834. Deras utvisning 1836 gjorde att Frankrike skickade en kanonbåt 1838. År 1842 förklarades Tahiti och Tahuata ett franskt protektorat för att tillåta katolska missionärer att verka ostört. Huvudstaden Papeete grundades 1843. År 1880 annekterade Frankrike Tahiti och ändrade dess status från protektorat till koloni.
På 1880-talet gjorde Frankrike anspråk på Tuamotuöarna, som tidigare tillhörde Pomaredynastin, utan att formellt annekterat det. Frankrike ansåg att hela Marquesasöarna var franskt efter att man deklarerat Tahuatu som ett protektorat 1842. År 1885 tillsatte Frankrike en guvernör och etablerade ett allmänt råd, vilket gav det en god administration för en koloni. Öarna Rimatara och Rurutu lobbade utan framgång för brittiskt beskydd 1888, så 1889 annekterades de av Frankrike. Frimärken utfärdades för första gången i kolonin 1892. Den första officiella namnet för kolonin var Établissements de l'Océanie (Bosättningar i Oceanien). År 1903 ändrades det allmänna rådet till ett insynsråd och kolonins namn ändrades till Établissements Français de l'Océanie (Franska bosättningar i Oceanien).
År 1940 erkände Franska Polynesiens administrering de Fria franska styrkorna och många polynesier tjänstgjorde i andra världskriget. Okänt vid den tidpunkten för fransmännen och polynesier var att regeringen Konoe i Kejsardömet Japan den 16 september 1940 inkluderade Franska Polynesien bland de många områden som skulle bli japanska besittningar under efterkrigstiden - men under kriget i Stilla havet kunde inte japanerna sjösätta en faktisk invasion av de franska öarna.
År 1946 beviljades polynesier franskt medborgarskap och öarnas status ändrades till ett utomeuropeiskt territorium. Öarnas namn ändrades 1957 till Polynésie française (Franska Polynesien). År 1962 blev Frankrike tidiga kärnvapenprovplats Algeriet självständigt och Mururoa-atollen i Tuamotuöarna valdes som ny testplats. Testerna genomfördes under jord efter 1974. År 1977 beviljades Franska Polynesien partiell intern autonomi; 1984 utökades autonomin. Franska Polynesien blev ett fullvärdigt franskt utomeuropeiskt förvaltningsområde 2004.
I september 1995 rörde Frankrike upp omfattande protester genom att återuppta kärnvapenproven på Fangataufa-atollen efter ett tre år långt moratorium. Det senaste testet skedde den 27 januari 1996. Den 29 januari 1996 meddelade Frankrike att man skulle ansluta sig till provstoppsavtalet och inte längre testa kärnvapen.

## Geografi

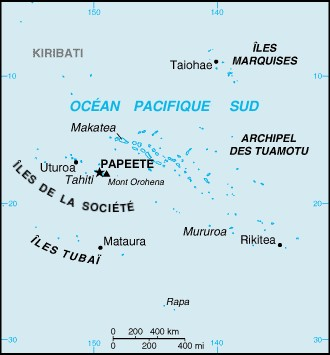
Franska Polynesien.

Den totala landytan för Franska Polynesien är 4 167 km² fördelat utspritt på en yta av 2 500 000 km² i Stilla havet. Det finns omkring 130 öar i Franska Polynesien. Öarna är antingen vulkanöar eller atoller. Området ligger cirka 4 600 km nordöst om Nya Zeeland och cirka 6 000 km sydväst om Mexiko, huvudöns geografiska koordinater är 17°31' S och 149°34' V.
Franska Polynesien består av ögrupperna Sällskapsöarna, Tuamotuöarna, Gambieröarna, Australöarna och Marquesasöarna.

### Klimat och miljö
Klimatet i Franska Polynesien är subtropiskt och tropiskt, det vill säga oftast varmt och fuktigt. Regntiden varar november till mars då det också är varmast. Den bästa restiden är under den svalare årstiden från april till oktober.

### Administrativ indelning
Franska Polynesien är indelat i fem administrativa enheter (subdivisions administratives). Dessa är i sin tur indelade i 48 kommuner (communes).
- Lovartöarna (franska: Îles du Vent, officiellt la subdivision administrative des Îles du Vent), del av Sällskapsöarna
- Läöarna (franska: Îles Sous-le-Vent, officiellt la subdivision administrative des Îles Sous-le-Vent), del av Sällskapsöarna
- Marquesasöarna (franska: (Îles) Marquises, officiellt la subdivision administrative des (Îles) Marquises).
- Australöarna (franska: (Îles) Australes, officiellt la subdivision administrative des (Îles) Australes), inklusive Bass Islands.
- Tuamotuöarna-Gambieröarna (franska: (Îles) Tuamotu-Gambier, officiellt la subdivision administrative des (Îles) Tuamotu-Gambier).

## Politik
Franska Polynesien har en egen lokal beslutande församling, dit ledamöterna väljs via allmänna val. Vid 2013 års val fick partiet A Ti'a Porinetia – som är anhängare av självstyre men motståndare till självständighet för Franska Polynesien – 25,63 procent av rösterna och åtta representanter i församlingen.

## Transport
Det finns 53 flygplatser i Franska Polynesien varav 46 är asfalterade. Faa'a International Airport är den enda internationella flygplatsen. Varje ö har sin egen flygplats som betjänar flygningar till andra öar. Air Tahiti är det största flygbolaget som flyger mellan öarna.

## Nämnvärda personer
- Jacques Brel (1929–1978), belgisk musiker, bodde i Franska Polynesien i slutet av sitt liv
- Bengt Danielsson (1921–1997), svensk etnograf och författare, levde en stor del av sitt liv i Franska Polynesien
- Jean Gabilou, sångare (född 1944), representerade Frankrike i Eurovision Song Contest 1981
- Paul Gauguin (1848–1903), fransk impressionistisk konstnär, tillbringade de sista åren av sitt liv i Franska Polynesien
- Maréva Georges, modell, tidigare Fröken Tahiti 1990 och Fröken Frankrike 1991
- Pouvāna'a 'Ō'opa (1895–1977), politiker och tahitisk nationalist
- Henri Hiro (1944–1991), filmregissör och manusförfattare, poet, ekolog, aktivist
- Ella Koon, modell (född 1979)
- Marco Namouro, författare (1889–1968)
- Fabrice Santoro, tennisproffs (född 1972)
- Oscar Temaru, politiker (född 1944)
- Marama Vahirua, fotbollsspelare, kusin till Pascal Vahirua (född 1980)
- Pascal Vahirua, tidigare internationell fransk fotbollsspelare (född 1966)
- Célestine Vaite, författare (född 1966)

## Bildgalleri

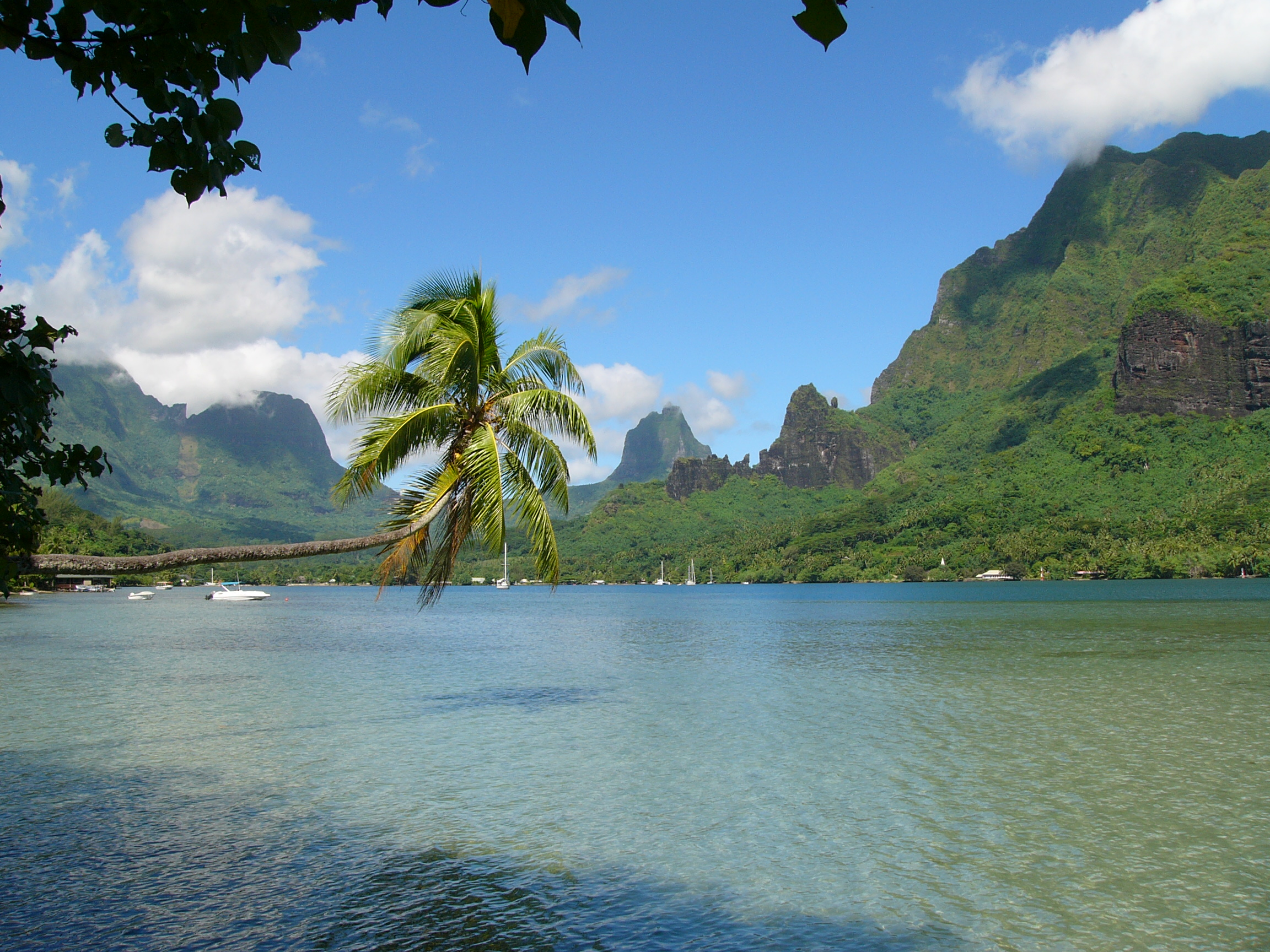
Baie de Cook på Mo'orea
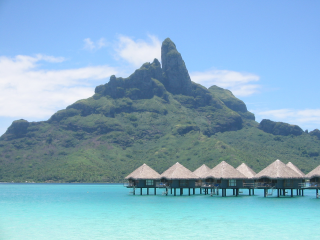
Mont Otemanu på Bora Bora
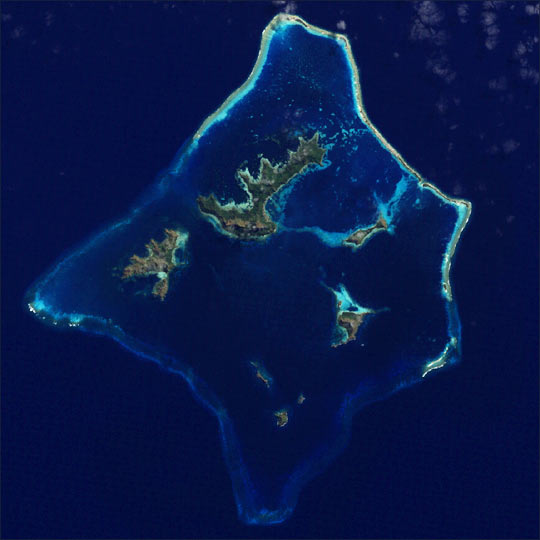
Satellitbild av Iles Gambier
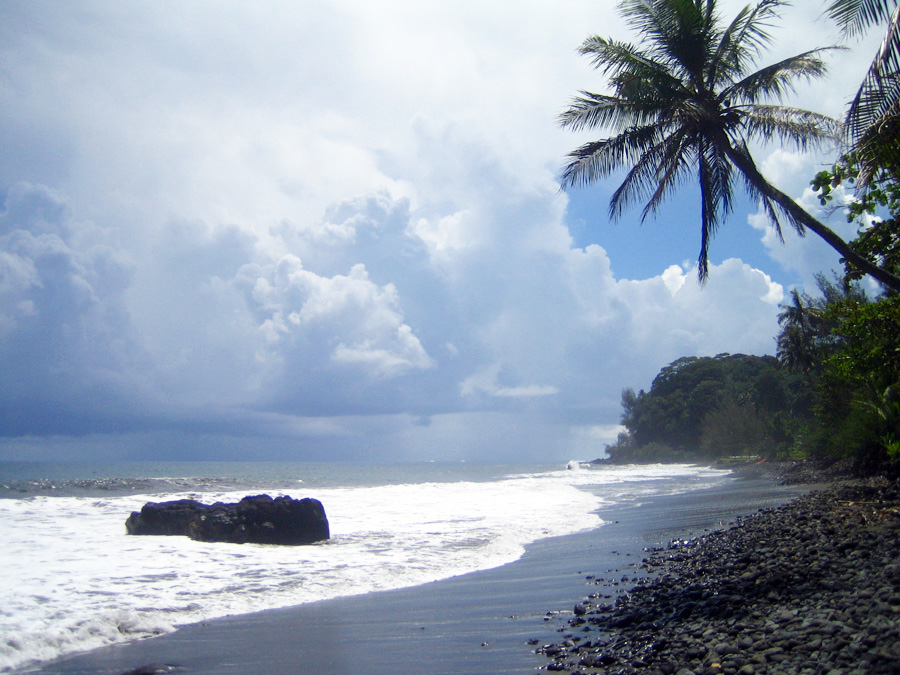
Svart sandstrand på Tahiti
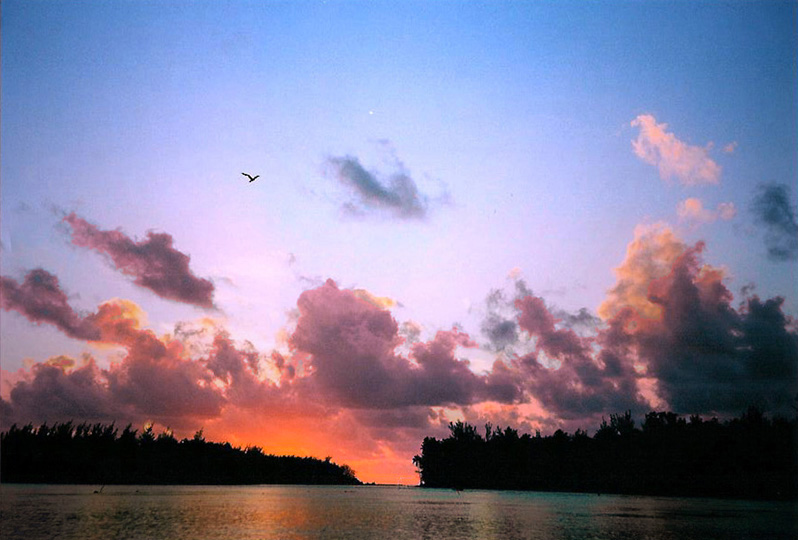
Motu Tiahura, Mo'orea
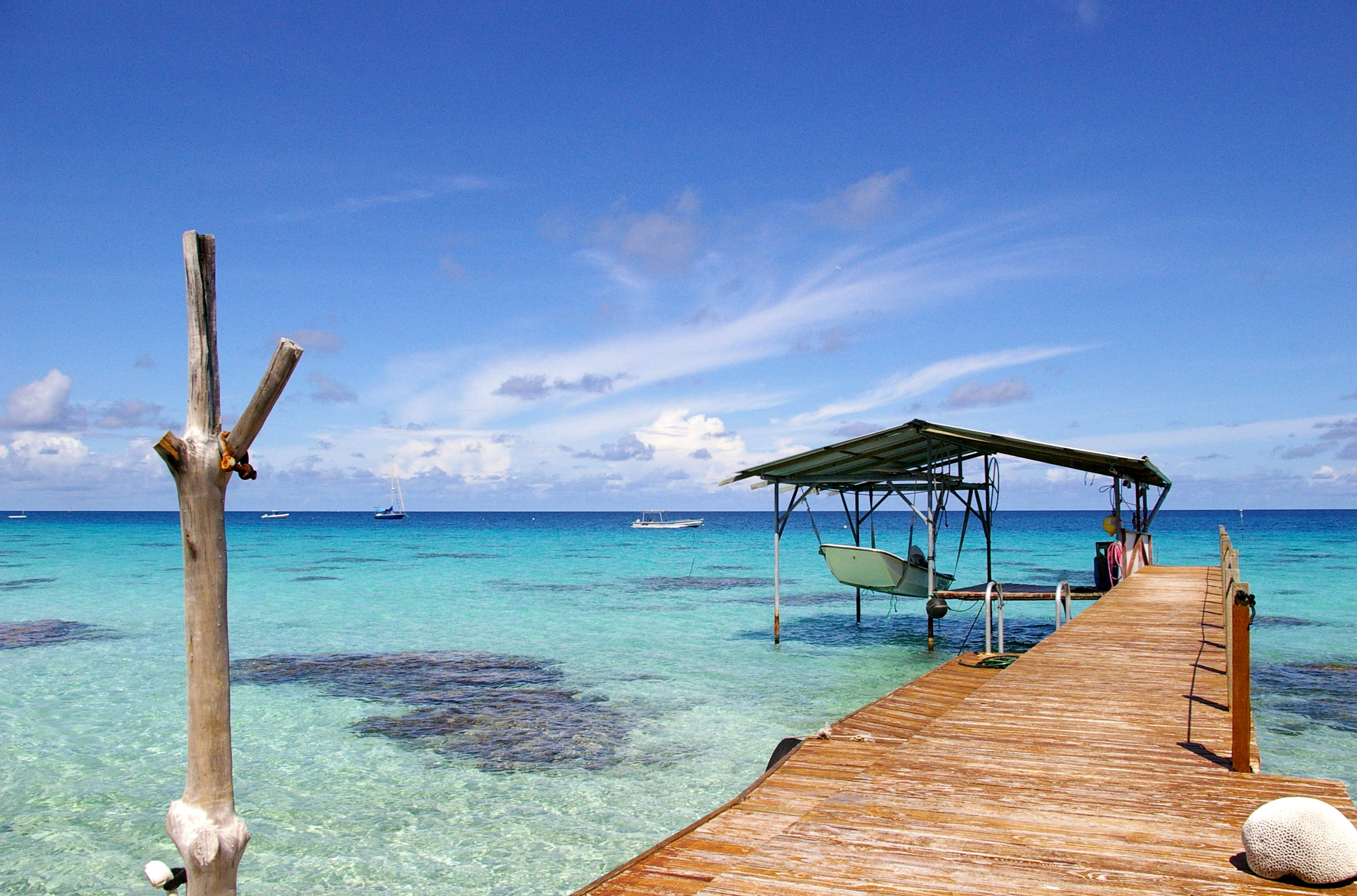
Fakarava-lagunen
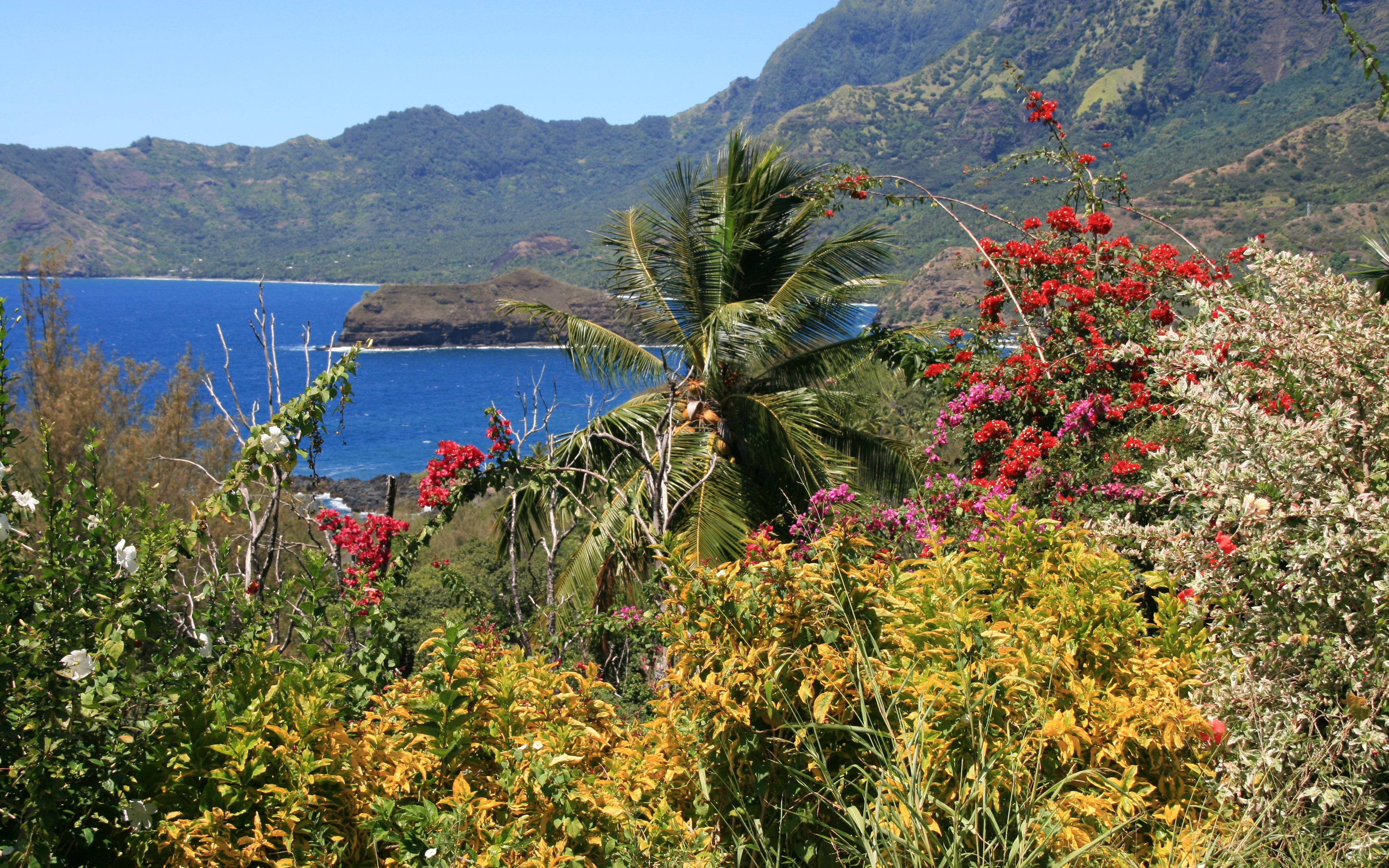
Baie des traîtres, Hiva `Oa
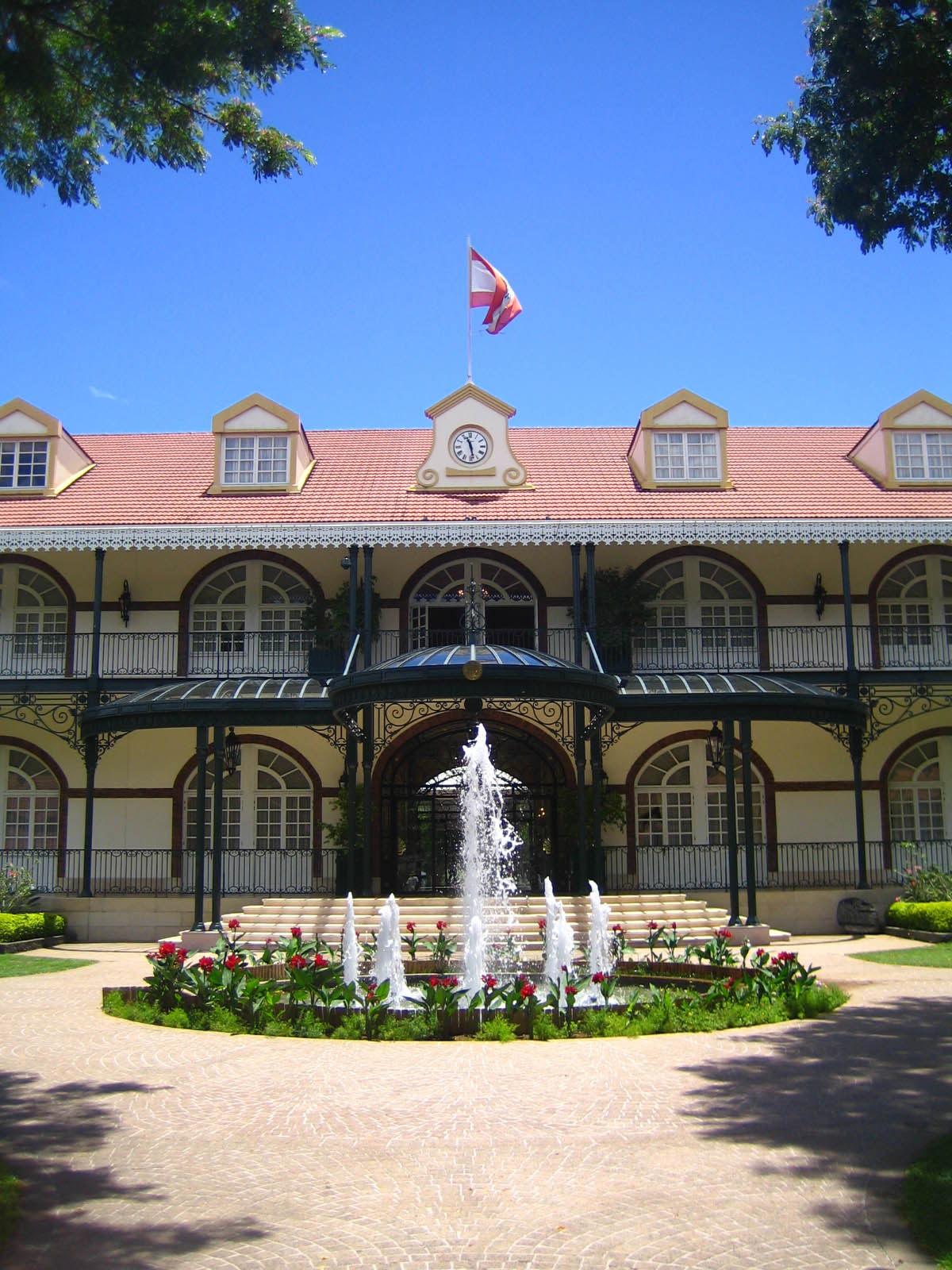
Présidence de Papeetē
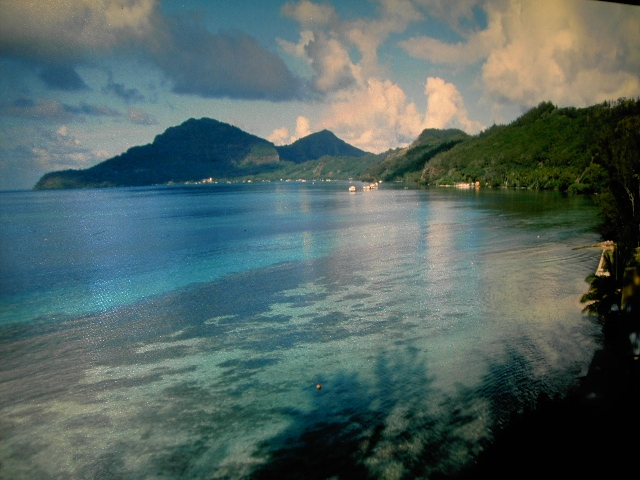
Mangareva
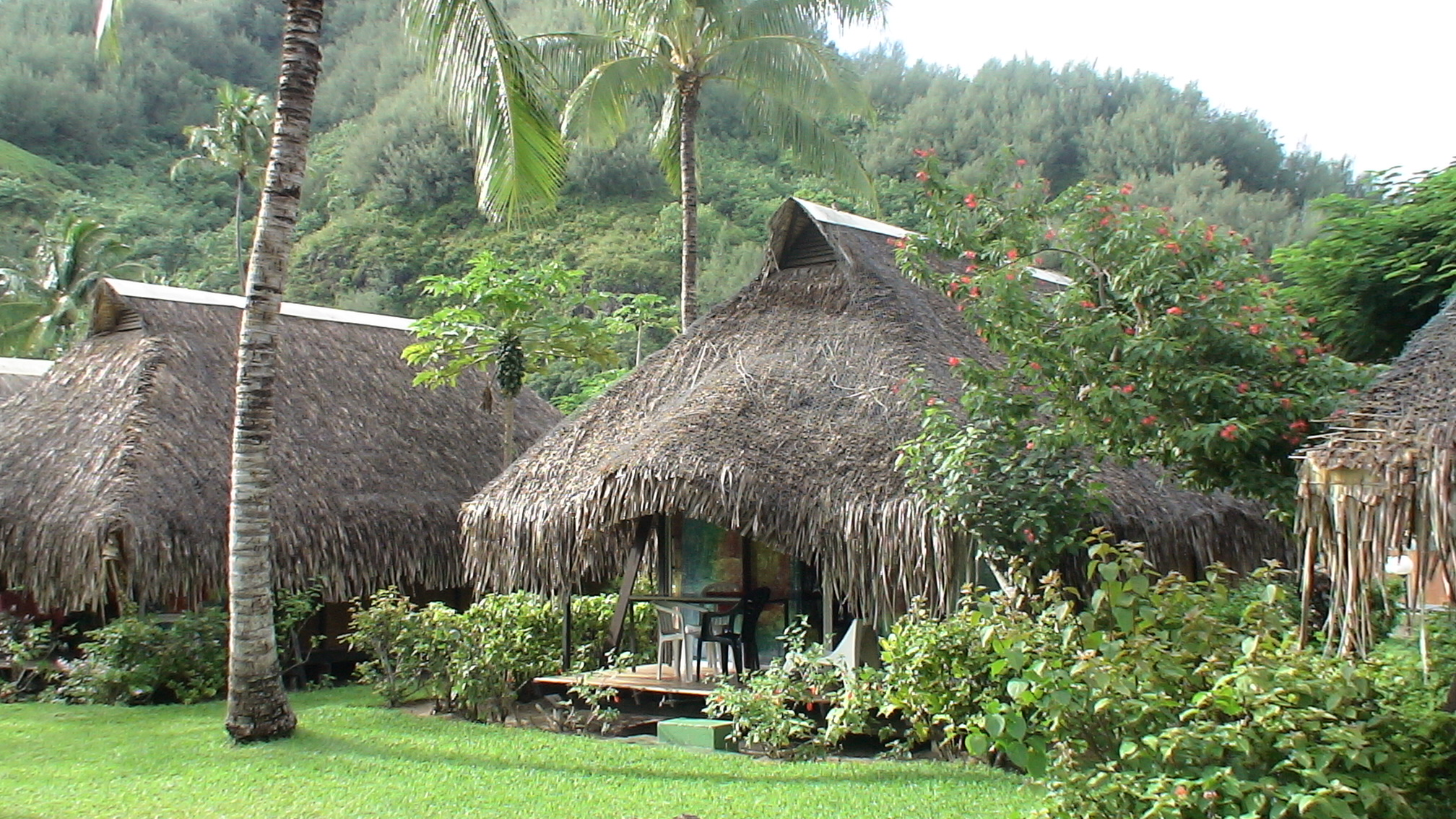
Bungalows vid Hôtel Hibiscus, Hauru Point, Mo'orea
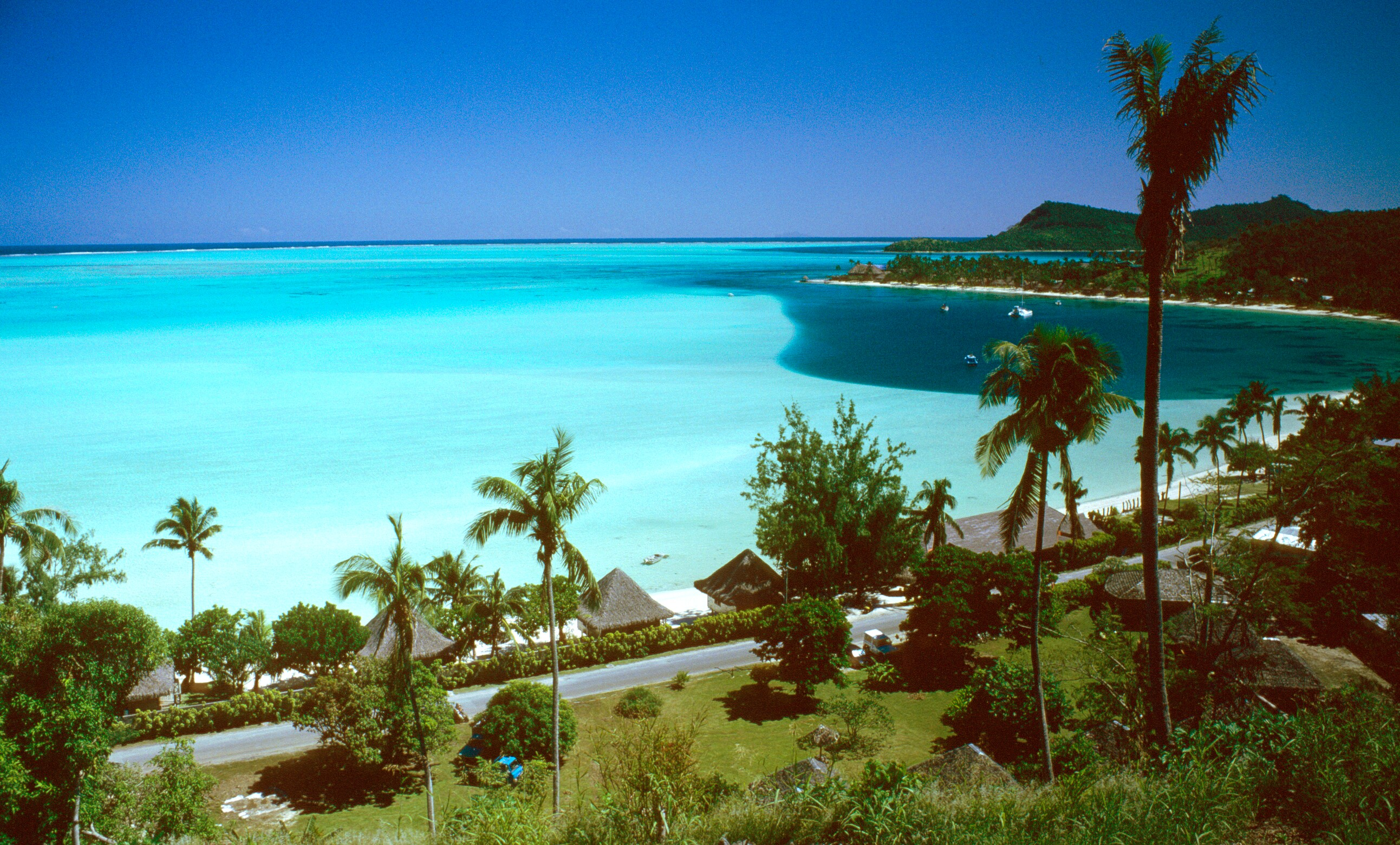
Plage de Marita, Bora Bora
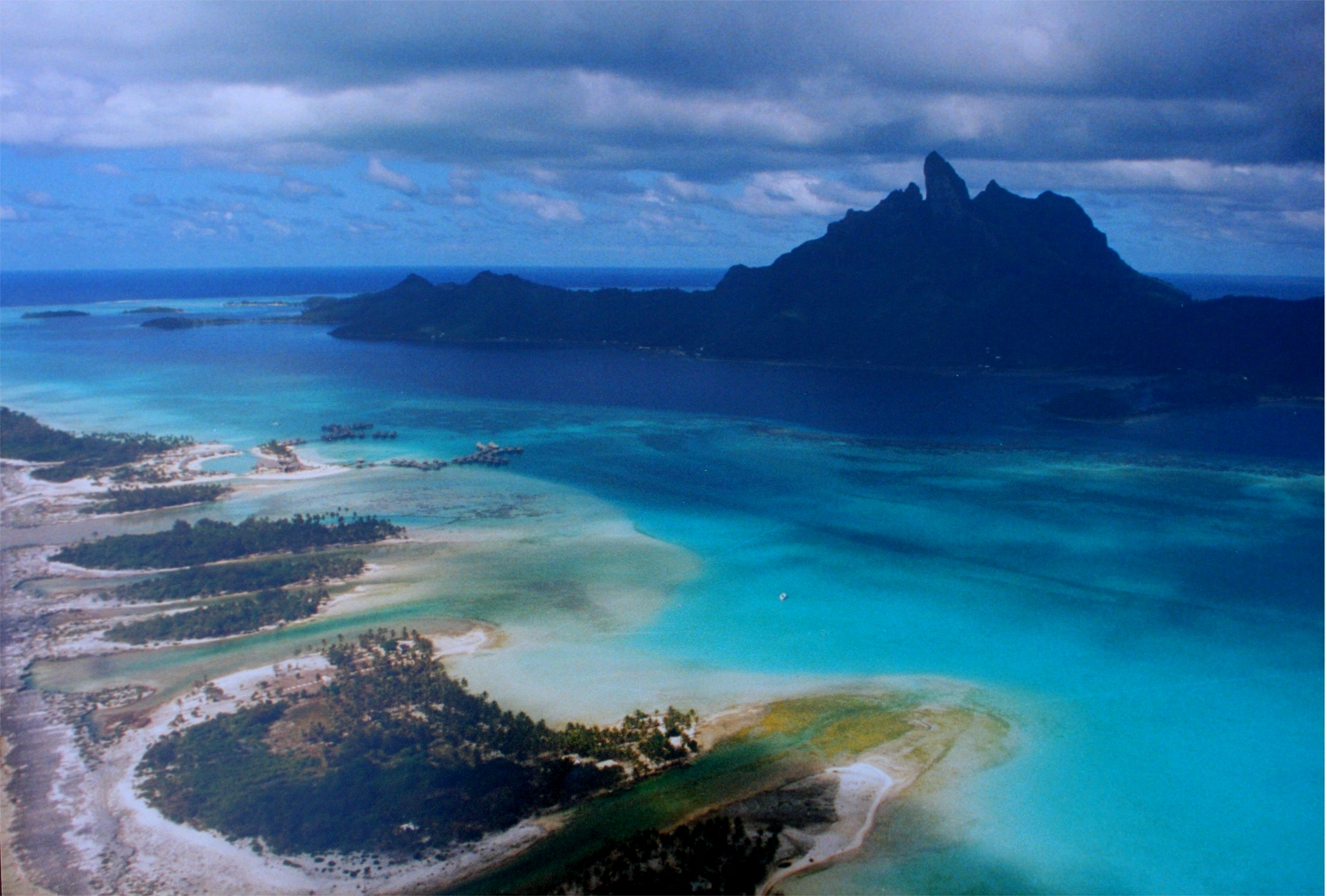
Bora Bora fån luften
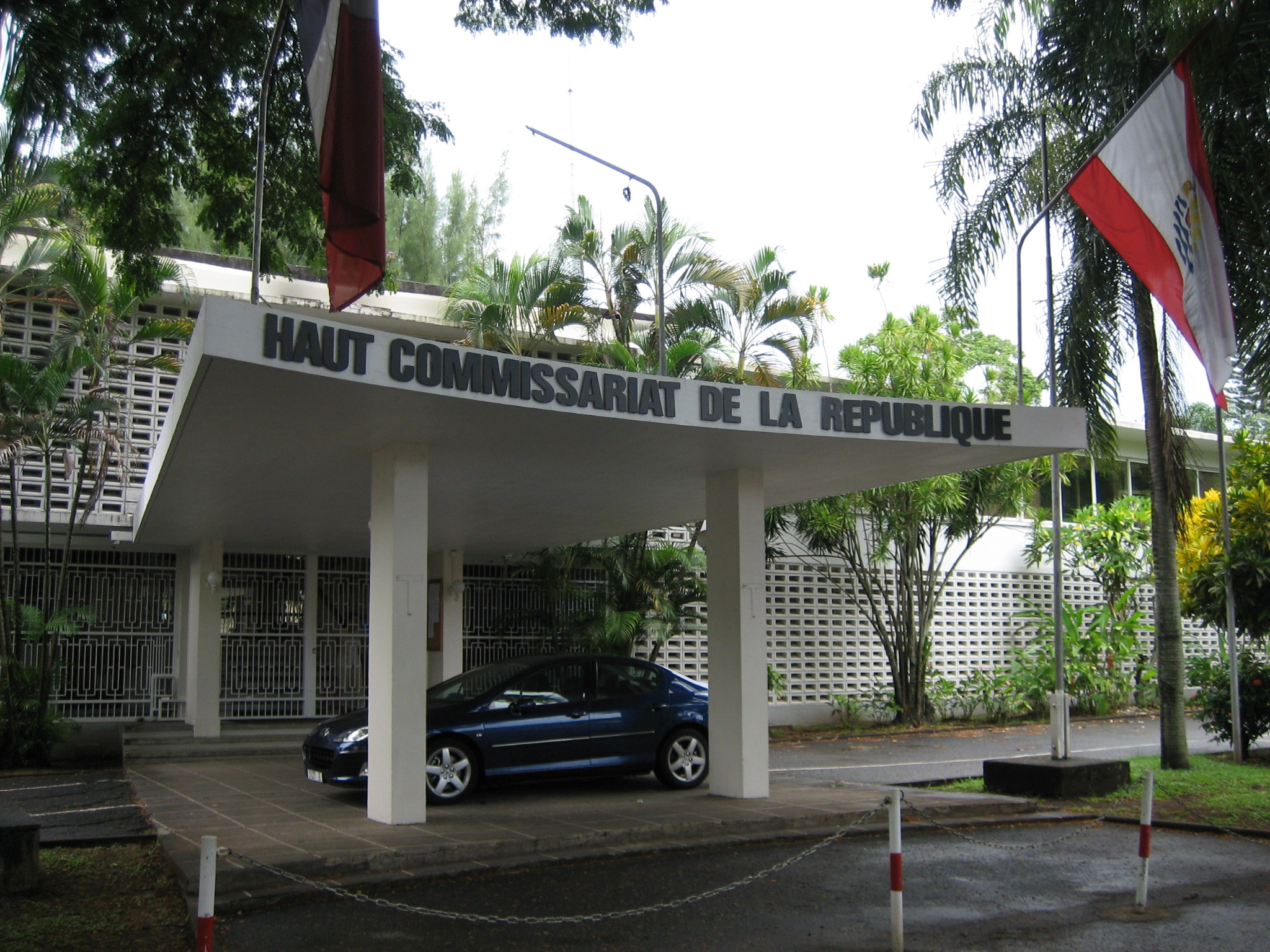
Haut-Commissariat de la République à Papeetē
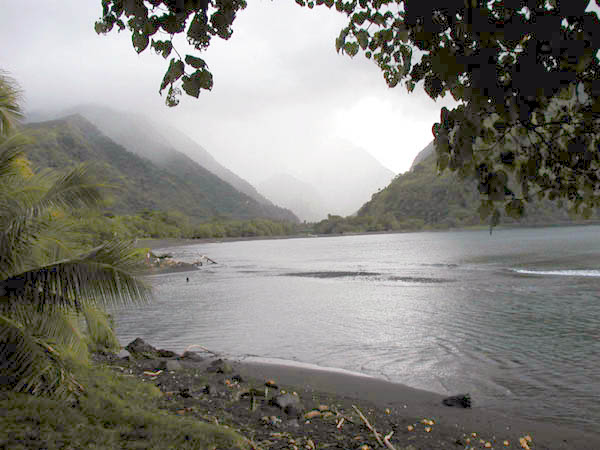
Tahiti
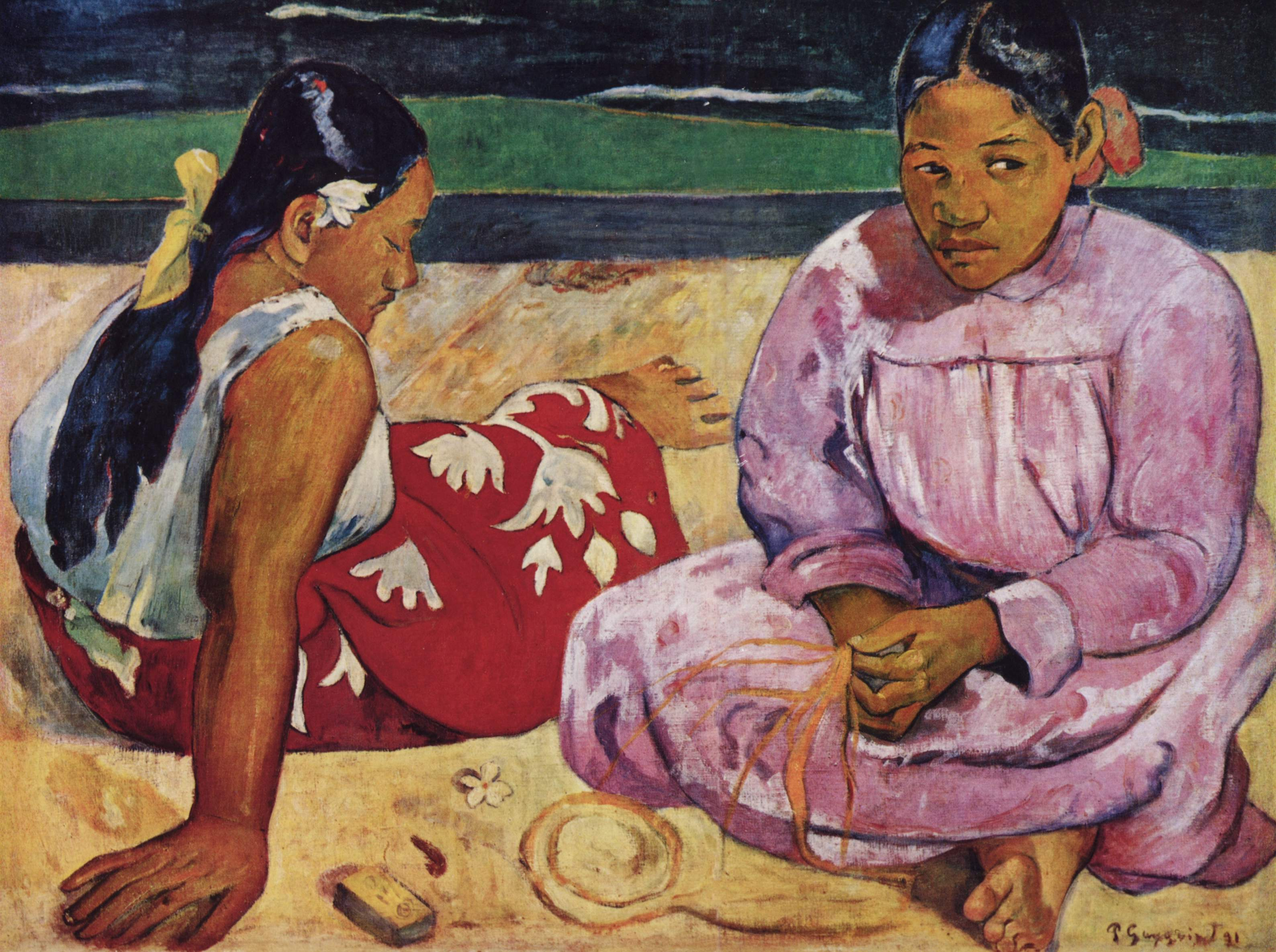
Tahitisk kvinna på strand, av Paul Gauguin (1891)
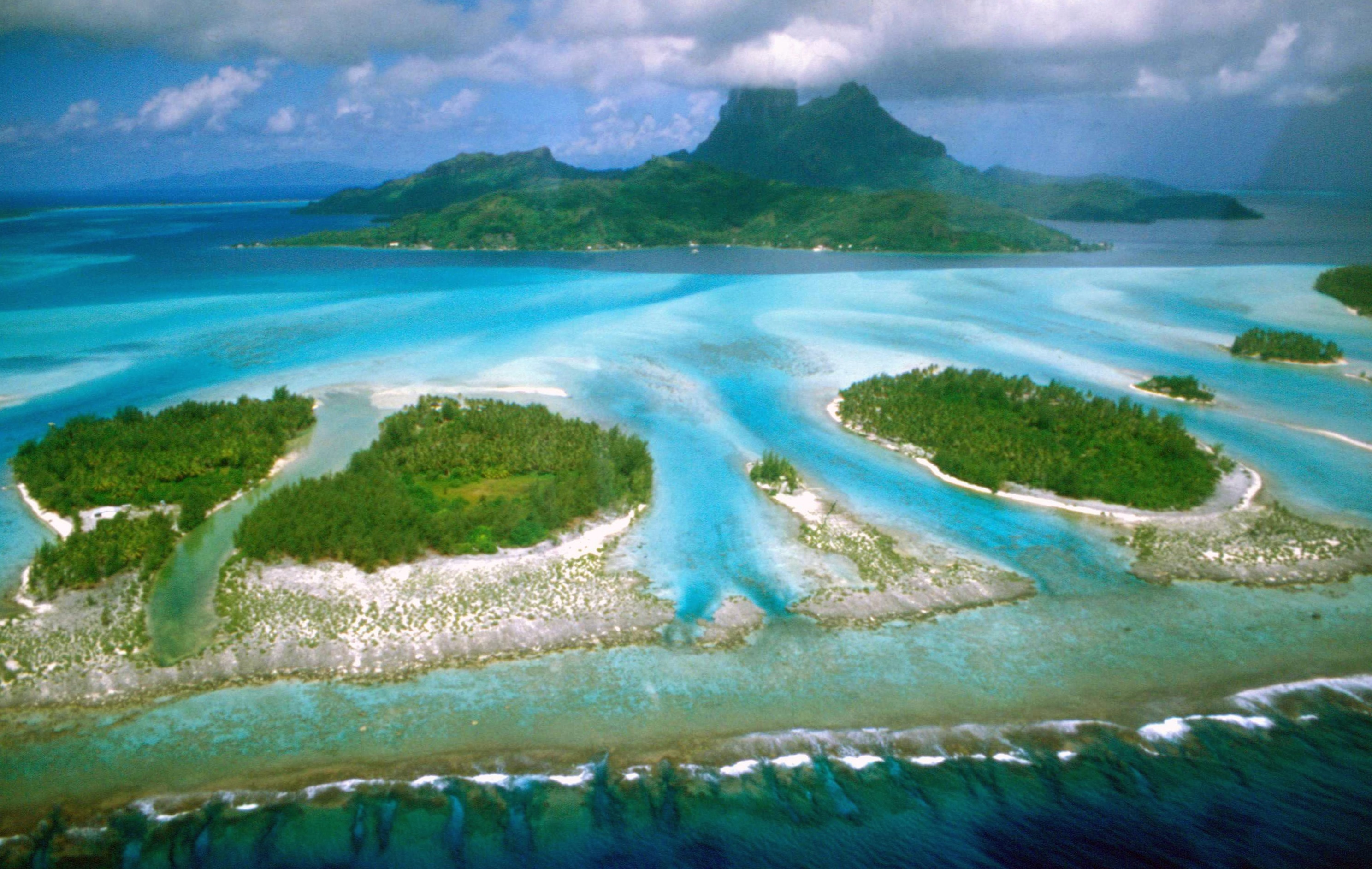
Bora Bora
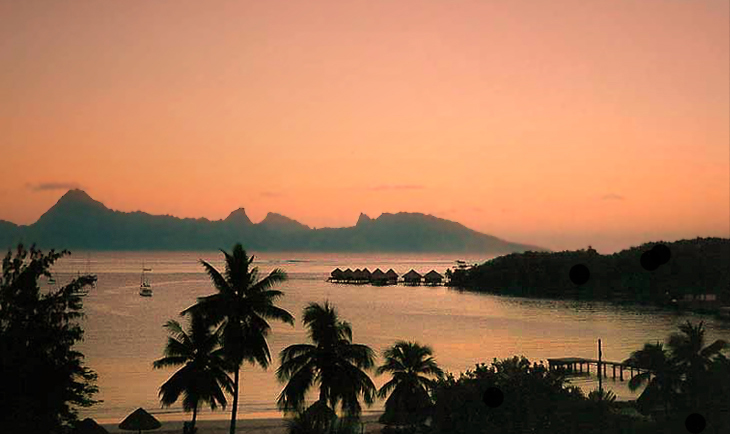
Soluppgång över Mo'orea
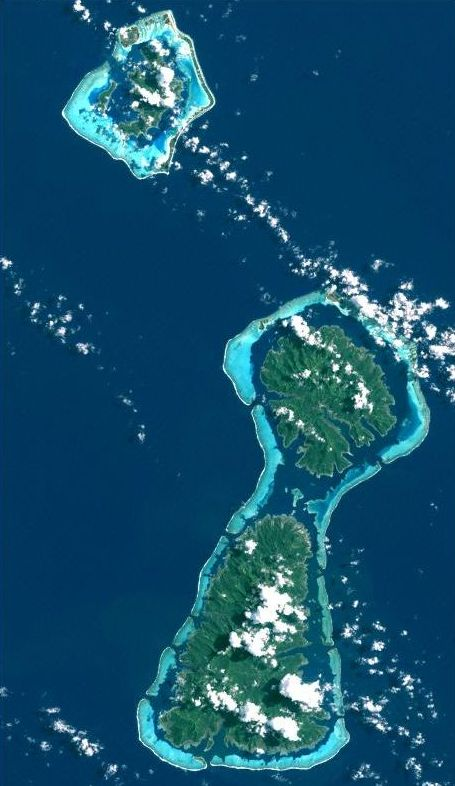
Bora Bora, Taha'a och Ra'iātea från rymden
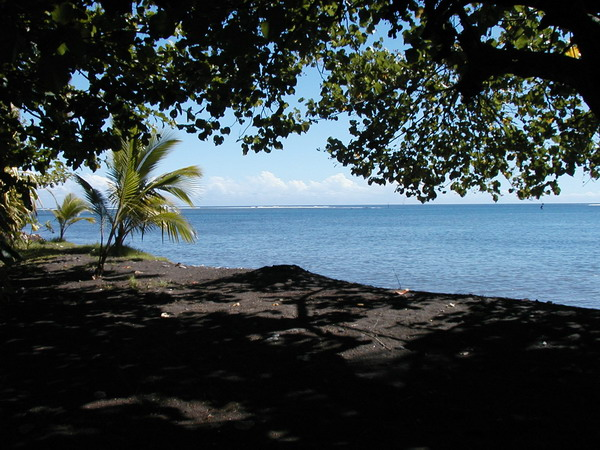
Svart sandstrand, Tahiti
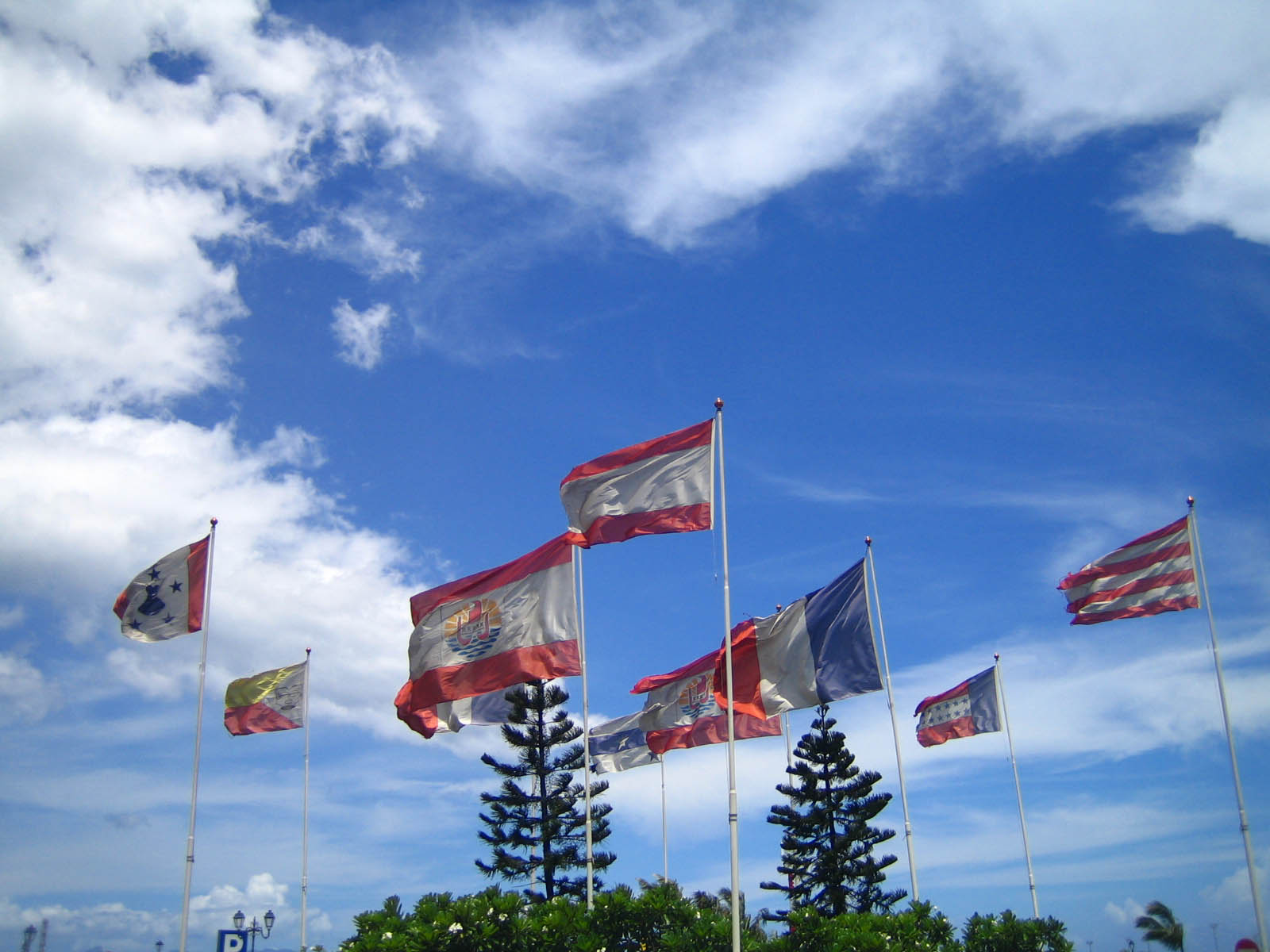
Franska Polynesiens och Franska republikens flaggor